# بطولة الأمم الرئيسية 1899
بطولة الأمم الرئيسية 1899 (بالإنجليزية: 1899 Home Nations Championship)‏ هو الموسم 17 من  بطولة الأمم الرئيسية. كان عدد الأندية المشاركة فيه  4، وفاز فيه منتخب أيرلندا الوطني لاتحاد الرغبي.